# Гаплогруппа I4a (мтДНК)
Гаплогруппа I4a — гаплогруппа митохондриальной ДНК человека.

## Описание
Происхождение
Считается, что гаплогруппа I4a возникла 9000 лет назад в Восточной Европе среди мезолитических охотников-собирателей. Является потомком митохондриальной гаплогруппы I4, в свою очередь произошедшей от гаплогруппы I.
Распространение
В настоящее время гаплогруппа I4a встречается на всей территории Европы, а также на Кавказе и Иране, т.е. в регионах, заселенных индоевропейскими народами.

## Субклады
- I4a
  - I4a1
  - I4a2
  - I4a3
  - I4a4
  - I4a5
  - I4a6
  - I4a7
  - I4a8
  - I4a9
  - I4a10
  -  I4a11

## Палеогенетика

### Неолит
Культура шнуровой керамики
- poz257 | MH176346.1 — Držovice, grave 2 (H2, ob. 571) — Простеёв (район), Оломоуцкий край, Чехия — 2600–2200 BC — I4a.[1]
- Spiginas2 — Спигинас — Тельшяйский уезд, Литва — 2130–1750 calBCE (3580±60 BP, Poz-61573) — М — R1a1a1b > R-CTS1211 : I4a.[2]

Доисторическая Скандинавия
- med020 | M19 ― Luttra 16; passage grave — Вестра-Гёталанд, Швеция — 3459±32 uncalBP (OxA-22005) — Ж — I4a.[3]

### Энеолит
Культура колоколовидных кубков
- I5519 | F0172 — Augsburg Sportgelände — Швабия (округ), Бавария, Германия — 2500–2200 BCE — М — R1b1a1a2a1a2b1 : I4a.
- I7286 | RDVS_53/80-1 — Radovesice — Литомержице (район), Устецкий край, Чехия — 2500–2200 BCE ; 2403-2199 calBCE (3830±20 BP, PSUAMS-4352) — М — R1b1a1a2a1a2b1 : I4a > I4a17.
- I4946	| Grave 1 — Prague 5, Jinonice, Butovická Street — Прага, Среднечешский край, Чехия — 2297-2147 calBCE (3805±20 BP, PSUAMS-2801) — Ж — I4a.

### Бронзовый век

#### Европа
Унетицкая культура
- I5042 | RISE584, F0591, gr. 8 — Moravská Nová Ves — Бржецлав (район), Южно-Моравский край, Чехия — 2300–1900 BCE — М — R1 > R-M198 : I4a.[4]
- I4a определили у представителя унетицкой культуры LEU012 (2200 лет до н. э.) из Лойбингена (Германия)[5]

Бронзовый век Британии
- I2457 | 13382 — Amesbury Down — Уилтшир, Юго-Западная Англия, Великобритания — 2201-2029 calBCE (3717±28 BP, SUERC-69975) — М — R1b1a1a2a1a2c : I4a.[4]

Северокавказская культура
- KBD001 | BZNK-123/2 — Кабардинка, курган 2, п. 1b — Ставропольский край, Россия — 2196-1977 BCE (3690±30 BP, UGAMS-13455) — М — R1b1a2 > R-M12149 : I4a.[6]

Бронзовый век Франции
- OBE3722 — PAEI — Оберне, Рейн Нижний, Гранд-Эст, Франция — 2000–1700 calBC — Ж — I4a.[7]

Скандинавский бронзовый век
- WEZ83 — Битва в долине реки Толлензе — Мекленбург-Передняя Померания, Германия — XIII век до н. э. — М — I2a2a > I-Y3670 : I4a.[8]

#### Азия
БМАК
- I5608 | UZ-JAR-022, Jarkutan, Catacomb N3, п. 2, XG-1980, 56-97 — Джаркутан — Сурхандарьинская область, Узбекистан — 2100–1800 BCE — Ж — I4a.[9]

### Железный век
Савроматская культура
- Кайынбулак II — Каргалинский район, Актюбинская область, Казахстан — V век до н. э.[10]

KBU002.A0101 — курган 4, п. 2 — Ж — I4a.
KBU003.A0101 — курган 4, п. 4 — М — R1a1a1 (R-M417) > R-Y52 : I4a.
Таримские мумии?
- ZGLK_M44V — Zaghunluq (ZGLK) — Черчен (уезд), СУАР, Китай — 2488–1968 BP — I4a > I4a13*.[11]

Хунну
- SOL001 | AT-274 — Солби Уул — Архангай, Монголия — 50 BCE – 100 CE — Ж — I4a.[12]

Вельбарская культура
- PCA0040 — Kow_35, ob. 265 — Kowalewko — Великопольское воеводство, Польша — ~ 80–260 AD — М — G-L30 : I4a.[13]

### Средние века
Салтово-маяцкая культура
- A80301 — Подгоровский могильник, кат.12 п.1 — Вейделевский район, Белгородская область, Россия — VIII–IX вв. — М — R1a1a1b2a2 (Z2124) : I4a.[14]

Викинги
- VK31 — Varnhem — Скара (коммуна), Вестра-Гёталанд, Швеция — 10–12 вв. — М — R1b1a1b1a1a2c1 : I4a.[15]

Дания
- G914 | KH150944 — St. Jørgen — Оденсе, Дания — 1270–1536 AD (most 1270–1400) — I4a.[16]

## Публикации
2018
- Афанасьев Г. Е., Коробов Д. С. Северокавказские аланы по данным палеогенетики // Этногенез и этническая история народов Кавказа. — Грозный, 2018. — С. 180—191. — ISBN 978-5-4314-0346-0.
- Mittnik A; Wang CC; Pfrengle S; et al. (Январь 2018). The genetic prehistory of the Baltic Sea region. Nature Communications. 9 (1). doi:10.1038/s41467-018-02825-9. PMC 5789860. PMID 29382937.
- Stolarek I, Juras A, Handschuh L; et al. (Февраль 2018). A mosaic genetic structure of the human population living in the South Baltic region during the Iron Age. Scientific Reports. 8 (1): 2455. doi:10.1038/s41598-018-20705-6. PMC 5802798. PMID 29410482. {{cite journal}}: Явное указание et al. в: |author= (справка)Википедия:Обслуживание CS1 (множественные имена: authors list) (ссылка)
- Olalde I, Brace S, Allentoft ME; et al. (Март 2018). The Beaker phenomenon and the genomic transformation of northwest Europe. Nature. 555 (7695): 190–196. doi:10.1038/nature25738. PMC 5973796. PMID 29466337. {{cite journal}}: Явное указание et al. в: |author= (справка)Википедия:Обслуживание CS1 (множественные имена: authors list) (ссылка)
- Krause-Kyora B; Nutsua M; Boehme L; et al. (Май 2018). Ancient DNA study reveals HLA susceptibility locus for leprosy in medieval Europeans. Nature Communications. 9 (1). doi:10.1038/s41467-018-03857-x. PMC 5931558. PMID 29717136.
- Juras A, Chyleński M, Ehler E; et al. (Август 2018). Mitochondrial genomes reveal an east to west cline of steppe ancestry in Corded Ware populations. Scientific Reports. 8 (1): 176–188. doi:10.1038/s41598-018-29914-5. PMC 6072757. PMID 30072694. {{cite journal}}: Явное указание et al. в: |author= (справка)Википедия:Обслуживание CS1 (множественные имена: authors list) (ссылка)

2019
- Wang CC; Reinhold S; Kalmykov A; et al. (Февраль 2019). Ancient human genome-wide data from a 3000-year interval in the Caucasus corresponds with eco-geographic regions. Nature Communications. 10 (1). doi:10.1038/s41467-018-08220-8. PMC 6360191. PMID 30713341.
- Narasimhan V.; Patterson N.; Moorjani P; et al. (Сентябрь 2019). The formation of human populations in South and Central Asia. Science. 365 (6457). doi:10.1126/science.aat7487. PMC 6822619. PMID 31488661.

2020
- Brunel S, Bennett EA, Cardin L; et al. (Июнь 2020). Ancient genomes from present-day France unveil 7,000 years of its demographic history. PNAS. 117 (23): 12791–12798. doi:10.1073/pnas.1918034117. PMC 7293694. PMID 32457149. {{cite journal}}: Явное указание et al. в: |author= (справка)Википедия:Обслуживание CS1 (множественные имена: authors list) (ссылка)
- Margaryan A, Lawson DJ, Sikora M; et al. (Сентябрь 2020). Population genomics of the Viking world. Nature. 585 (7825): 390–396. doi:10.1038/s41586-020-2688-8. PMID 32939067. {{cite journal}}: Явное указание et al. в: |author= (справка)Википедия:Обслуживание CS1 (множественные имена: authors list) (ссылка)
- Burger J; Link V; Blöcher J; et al. (Ноябрь 2020). Low Prevalence of Lactase Persistence in Bronze Age Europe Indicates Ongoing Strong Selection over the Last 3,000 Years. Current Biology. 30 (21): 4307-4315.e13. doi:10.1016/j.cub.2020.08.033. PMID 32888485.
- Jeong C; Wang K; Wilkin S; et al. (Ноябрь 2020). A Dynamic 6,000-Year Genetic History of Eurasia's Eastern Steppe. Cell. 183 (4): 890—904.e29. doi:10.1016/j.cell.2020.10.015. PMC 7664836. PMID 33157037.

2021
- Blank M; Sjögren KG; Knipper C; et al. (Март 2021). Mobility patterns in inland southwestern Sweden during the Neolithic and Early Bronze Age. Archaeological and Anthropological Sciences. 13 (64). doi:10.1007/s12520-021-01294-4.
- Gnecchi-Ruscone GA, Khussainova E, Kahbatkyzy N; et al. (Март 2021). Ancient genomic time transect from the Central Asian Steppe unravels the history of the Scythians. Science Advances. 7 (13). doi:10.1126/sciadv.abe4414. PMC 7997506. PMID 33771866. {{cite journal}}: Явное указание et al. в: |author= (справка)Википедия:Обслуживание CS1 (множественные имена: authors list) (ссылка)
- Wang W, Ding M, Gardner JD; et al. (Март 2021). Ancient Xinjiang mitogenomes reveal intense admixture with high genetic diversity. Science Advances. 7 (14). doi:10.1126/sciadv.abd6690. PMC 8011967. PMID 33789892. {{cite journal}}: Явное указание et al. в: |author= (справка)Википедия:Обслуживание CS1 (множественные имена: authors list) (ссылка)